# The Big Story
The Big Story ist ein US-amerikanischer, in Stop-Motion animierter Kurzfilm von David Stoten und Tim Watts aus dem Jahr 1994.

## Handlung
Ein junger, ambitionierter Reporter der Zeitung The Daily Reporter liest mal wieder den Aufmachertext seiner Zeitung, in dem Dwight D. Eisenhowers Eintritt in den Präsidentschaftswahlkampf verkündet wird. Er selbst darf nie über wirklich Spektakuläres berichten, und so bittet er seinen Chef, ihm eine Chance zu geben. Gerade finden in der Stadt die Vorbereitungen für einen Boxkampf von Rocky Marciano statt und er will darüber eine Story machen. Sein Chef weigert sich, ihm den Auftrag zu geben und der junge Reporter droht, dass auch die Art und Weise, wie der Chef seinen Posten erhalten habe, eine Story wert sei. Bevor beide Männer aufeinander losgehen können, erscheint ein erfahrener Reporter mit der Marciano-Story. Der junge Reporter geht mit den Worten „Ihr Typen seid doch alle gleich!“ frustriert aus dem Zimmer.

## Produktion
The Big Story, der im Jahr 1952 angesiedelt ist und schwarzweiß gefilmt wurde, ist eine Hommage an Kirk Douglas. Alle drei Figuren des Films sind karikaturistisch Douglas in verschiedenen Altersstufen nachempfunden. Der Schlusssatz des jungen Reporters „You guys are all the same!“ erhält so eine doppelte Bedeutung. Sämtliche Figuren werden von Frank Gorshin gesprochen.

## Auszeichnungen
The Big Story gewann 1995 einen BAFTA als Bester animierter Kurzfilm. Auf dem Melbourne International Film Festival erhielt er den City of Melbourne Award als Bester Kurzanimationsfilm und wurde mit dem Jurypreis des Palm Springs International ShortFest ausgezeichnet.
The Big Story war 1995 für einen Oscar in der Kategorie „Bester animierter Kurzfilm“ nominiert, konnte sich jedoch nicht gegen Bob’s Birthday durchsetzen.